# سميرة وايلي
سميرة وايلي (بالإنجليزية: Samira Wiley)‏ (ولدت في 15 أبريل 1987)، هي ممثلة وعارضة أمريكية. عرفت من خلال أدائها شخصية بوسيه واشنطن على نيتفليكس في سلسلة البرتقالي هو الأسود الجديد ولعبت أيضا مويرا على شبكة هولو في مسلسل حكاية أمة في. تم ترشيحها لجائزة إيمي برايم تايم في فئة أفضل ممثلة مساعدة في مسلسل درامي لعملها الأخير.

## النشأة
نشأت وايلي في واشنطن العاصمة، والديها كريستين ودينيس دبليو وايلي شركاء قساوسة في الكنيسة المعمدانية المتحدة. والدي وايلي كان يشار إليهما باسم «أركان المثليين في المجتمع الديني،» حيث أن كنيسة العهد المعمدانية كانت الكنيسة المعمدانية الوحيدة التي تقوم في العاصمة بأداء زواج مثليي الجنس في عام 2007. لدى سميرة شقيقان: أيانا ماعت وجوشوا وايلي.
حضرت وايلي مدرسة ديوك إلينغتون للفنون في واشنطن العاصمة ثم سجلت في مدرسة جوليارد في نيويورك، وتخرجت في عام 2010. في جوليارد تدربت على الأداء المسرحي وعملت بصورة كبيرة في المسرح في أوائل سيرتها المهنية.

## المهنة

### المسرح
في عام 2011، لعبت شخصية ماريا في مسرحية الحب مجهود ضائع. وفي عام 2016، كانت البطلة في مسرحية جديدة من إنتاج كويارا أليغريا هوديس تسمى تدافني تغوص.

### التلفزيون
عندما وصلت سلسلة نيتفليكس التلفزيونية البرتقالي هو الأسود الجديد—المقتبس من مذكرات بايبر كرمان لنفس الاسم عن تجربتها في سجن النساء—لمرحلة التطوير، تم إخبار وايلي عن تجارب الأداء من قبل صديق في جوليارد، ماركو راميريز الذي كان كاتبا لصالح المسلسل. بعد اكتشافها أن صديق آخر من مدرسة جوليارد دانييل بروكس، قد حصلت على دور في المسلسل، طلبت وايلي منها التمرن على قراءة النصوص للاستعداد لتجارب الأداء بشخصية واشنطن، الصديقة المفضلة على الشاشة للشخصية التي تلعبها بروكس.
اختبار سميرة كان ناجحا في نهاية المطاف، ظهرت في جميع الحلقات الإثني عشر من الموسم الأول وكان لها دور بارز في مجريات أحداث الموسم الثاني. القتامة والمؤامرة الأكثر عنفا في الموسم الثاني سمح لنمو شخصية سميرة، حيث تطورت خطوط القصة وأدت إلى عرض شخصية وايلي لفترات طويلة في الشاشة وتنميتها في نهاية المطاف لتصبح «فان فيفورت». وتم تصعيدها إلى شخصية منتظمة في الموسم الثالث.
الموسم الرابع بشكل كبير يدور حول شخصيتها، مما أدى إلى ردود فعل داخل السجن عند وفاتها على يد أحد الحراس. لورين موريلي زوجة سميرة هي أحد الكتاب في المسلسل. وايلي كان لها أيضا دور في الموسم 16 الحلقة 21 من مسلسل القانون والنظام: وحدة الضحايا الخاصة ، «منحرفة العدالة» وايلي أدت دور ميشيل طومسون، شابة ترغب بإلغاء تهمة الاغتصاب عن والدها وإطلاق سراحه.
وايلي ظهرت في الإعلان الرقمي لخدمة باي بال النقدية في عام 2014.

### السينما
دور وايلي الرئيسي الأولى في التمثيل كان في الفيلم الكوميدي الجليسة (2011). ما بين مواسم البرتقالي هو الأسود الجديد، قامت سميرة بتصوير اسرق العصابة فيلم جريمة مستقل من إخراج ريمون دي فيليتا وصدر في آذار / مارس 2014. سميرة أيضا حصلت على دور البطولة في فيلم يسمى 37 بدور جويس سميث، قصة حقيقية عن سبعة وثلاثين شخص يشهدون على جريمة قتل ولا يقوم أحدهم باستدعاء الشرطة أو التدخل.

### عرض الأزياء
عرضت سميرة لمجلة مينياك وظهرت على الغلاف في افتتاحية عدد 2014 سبتمبر/أكتوبر. وصورت في «سلسلة جريئة، أنيقة، وأزياء فخمة.» وظهرت سميرة أيضا على غلاف طبعة 2014 من مجلة آوت، جنبا إلى جنب مع سام سميث، إلين بيج، زاكري كوينتو.

## الجوائز
فازت سميرة وايلي بجائزة نقابة الممثلين لفئة الأداء المتميز من قبل طاقم في مسلسل كوميدي ثلاث مرات، جنبا إلى جنب مع العديد من أعضاء فريق مسلسل نيتفليكس أورانج إز ذا نيو بلاك.

## الحياة الشخصية
أعلنت سميرة عن خطبتها من لورين موريلي الكاتبة في مسلسل البرتقالي هو الأسود الجديد في 4 أكتوبر 2016، وتزوجت في 25 مارس 2017.

## فيلموغرافيا

### السينما
| السنة | العنوان      | الدور           | ملاحظات |
| ----- | ------------ | --------------- | ------- |
| 2011  | جليس الأطفال | تينا            |         |
| 2012  | أن تكون فلين | اشا             |         |
| 2014  | اسرق العصابة | العميلة اني بيل |         |
| 2016  | نيرف         | الهكر كي وين    |         |
| 2016  | 37           | جويس سميث       |         |
| 2017  | ديترويت      | فانيسا          |         |

### التلفزيون
| السنة     | العنوان               | الدور           | ملاحظات                    |
| --------- | --------------------- | --------------- | -------------------------- |
| 2011      | لا ينسى               | Gina            | حلقتين                     |
| 2012      | بيرسون أوف إنترست     | Triage Nurse    | حلقة: "عودات سعيدة متكررة" |
| 2013–17   | اورانج از ذا نيو بلاك | بوسيه واشنطن    | 50 حلقة (2015–17)          |
| 2015      | النظام والقانون       | ميشيل           | حلقة: "عدالة منحرفة"       |
| 2016      | ذا كاتش               | كابتين نيا بروك | حلقة: "المحسن"             |
| 2016      | أنت الأسوأ            | جوستين جوردان   | خمس حلقات                  |
| 2017–الان | حكاية خادمة           | مويرا           | خمس حلقات                  |

## روابط خارجية
- سميرة وايلي على موقع IMDb (الإنجليزية)
- سميرة وايلي على موقع روتن توميتوز (الإنجليزية)
- سميرة وايلي على موقع ألو سيني (الفرنسية)
- سميرة وايلي على موقع أول موفي (الإنجليزية)
- سميرة وايلي على موقع قاعدة بيانات الفيلم (الإنجليزية)
- سميرة وايلي على موقع كينوبويسك (الروسية)